# Tihanyi László (zeneszerző)
Tihanyi László (Budapest, 1956. március 21. – ) magyar kortárs zeneszerző, karmester és a Liszt Ferenc Zeneművészeti Egyetem tanára.

## Élete
1970 és 1974 között a budapesti Bartók Béla Zeneművészeti Szakközépiskolában tanult zeneszerzés szakon, tanárai Huzella Elek, C. Nagy Béla és Fekete Győr István voltak. Tanulmányait 1974-ben folytatta a budapesti Liszt Ferenc Zeneművészeti Főiskolán, ahol Sugár Rezsőnél zeneszerzés szakon, Kórodi Andrásnál karmester szakon tanult. 1981-ben zeneszerzői és zeneelmélet-tanári, majd 1982-ben karmesteri diplomát szerzett.
1979-től tanít a Liszt Ferenc Zeneművészeti Egyetemen, 1999-től egyetemi docens, 2000 és 2004 között rektorhelyettes, 2004-től egyetemi tanár. 2000-ben habilitált. 1978-tól 1990-ig a Bartók Béla Zeneművészeti Szakközépiskolában szolfézst és zeneelméletet tanított.
Első szerzői estje 1989-ben került megrendezésre, első szerzői lemeze 1992-ben jelent meg. Ezt követően számos darabja került bemutatásra itthon és külföldön egyaránt. Elsősorban szimfonikus zenekarra és kamaraegyüttesre illetve kamaracsoportokra komponált. A művek jelentős része megrendelésre, felkérésre készült. Az Irrlichtspiel kamara-versenymű hegedűre és együttesre 1991-ben a Magyar Rádiónak, a Summer Music 1992-ben az Ensemble Contrechamps-nak, az Épitaph du Soldat, a Katona történetéhez (Stravinsky) „ragasztott" speciális utószó 1994-ben a Francia Rádiónak, a Serenata négy hangszerre 1996-ban a Bath-i Fesztiválnak, a Schattenspiel 1997-ben a Forrás Kamarazenei Műhelynek íródott. 1998-ban a svájci Pro Helvetia és a Zuger Kulturstiftung Landis & Gyr rendelte a négykezes Matrix-ot, az Atte 1999-ben az UMZE Berlini bemutató-hangversenyére készült el, 2002-ben a Musikfabrik mutatta be a Matrix/Kosmos c. versenyművet (zongorára négy kézre és együttesre). A 20 éjszakai meditáció 2007-ben New Yorkban is elhangzott. Anyaisten (Genitrix) című operáját François Mauriac regénye alapján a Francia Állam felkérésére komponálta. A művet 2007. november 25-én a bordeaux-i operaházban mutatták be, 2008. március 19-én pedig a magyarországi premierre is sor került, az előadás a Művészetek Palotájában hangzott el a Budapesti Tavaszi Fesztivál alkalmából. Műveinek jelentős része megjelent a Hungaroton Classic és a BMC Records gondozásában.
Tihanyi László zeneszerzőként és karmesterként egyike a magyar zenei élet legaktívabb és legkeresettebb résztvevőinek. 1980 és 1988 között a Budapesti Műszaki Egyetem Szimfonikus Zenekarának vezető karmestere. A 20. századi és kortárs kamarazenét játszó Intermoduláció Kamaraegyüttes (Ensemble Intermodulation) alapítója (1985) és művészeti vezetője. A legtöbb magyar zenekarral dolgozott már együtt, megfordult Európa szinte valamennyi zenei központjában, olyan kiváló kortárs zenei együttesekkel lépett fel, mint az Ensemble Modern, a Contrechamps és a Musikfabrik. 1991-ben Eötvös Péter társkarmesternek kérte fel Bruno Maderna: Hyperion című művének előadására és turnéjára. Ugyancsak Eötvös felkérésére a Három nővér című opera budapesti (Tavaszi Fesztivál), bécsi (Wiener Festwochen) és zágrábi (Zágrábi Biennále) bemutatóján a színpad mögötti zenekart vezényelte.
Tihanyi László 2007 óta a Széchenyi Irodalmi és Művészeti Akadémia tagja.

## Díjak és kitüntetések
- 1981: Szirmai Albert-díj
- 1988: a Magyar Zeneművészek Szövetségének különdíja
- 1986, 1988, 1989,1992, 1993 és 1998: Artisjus díj
- 1997: Erkel Ferenc-díj
- 1999: Lengyelország kulturális és tudományügyi miniszterétől "Merite culturel" díj
- 2001: Bartók–Pásztory-díj
- 2002: Elnyerte Kassel Város Hans Martin Ziegler díját

## Főbb művek
- 2012: Clausula No. 4. – altfuvolára, brácsára, csellóra és zongorára
- 2012: Rundherum – zongorára és vonósnégyesre
- 2011: Két képzeletbeli párbeszéd – kamaraegyüttesre
- 2011: Preludium, Invokáció és Posztludium – hegedűre, brácsára és csellóra
- 2010 – 2011: Nyolc invokáció a Hold fázisaihoz – brácsára és zongorára
- 2010: Arnis – hárfára és kamaraegyüttesre
- 2009: Passacaglie – brácsára és zenekar
- 2009: Epilegomena (Jan Jansson a Tejúton) – fuvolára és zenekar
- 2008 – 2009: Genitrix – 1. szvit – tenorra és zenekarra
- 2008: 8 jelenet a Genitrix-ből – Ms, tenorra, baritonra és zenekarra
- 2001 – 2007: Genitrix – opera 6 énekesre, vegyeskarra, gyermekkarra és zenekarra François Mauriac novellája alapján, szöveg Tihanyi László és Alain Surrans, francia nyelven
- 2002: 20 éjszakai meditáció – zenekarra
- 2002: Matrix/Kosmos – zongorára négy kézre és kamaraegyüttesre
- 2001 – 2002: Linos – hárfára
- 2001: Nächtliche Klauseln – orgonára
- 1999: Atte – klarinét és csellóra és kamaraegyüttesre
- 1998: Pimpalin köpenye – mesélőre és 6 hangszerre Mosonyi Alíz meséje nyomán
- 1998: Matrix – zongorára négy kézre
- 1997: Schattenspiel – klarinétra, csellóra és zongorára
- 1996: Serenata – kamaraegyüttesre
- 1995 – 1996: A Neptun átvonulása – zongorára
- 1995: Triton – fagottra és kamaraegyüttesre
- 1994: Epitaph of the Soldier – kamaraegyüttesre
- 1992, rev. 1994: Tra duzioni – kettős-zenekarra, 2 kis vonószenekarra és 6 női hangra
- 1992: Summer Music – kamaraegyüttesre
- 1991: Winterzenen – kamaraegyüttesre
- 1991: Nachtszene – kamaraegyüttesre
- 1989: Arkhé – zenekarra
- 1987, rev. 1995: Jan Jansson utazása Dániából Dániába – fuvolára
- 1986: Enodios – kamaraegyüttesre
- 1984 – 1985: Krios – kiszenekarra
- 1984: Szelek csendje – kamaraegyüttesre
- 1984: Szirom (Petal) –  bármilyen húros vagy billentyűs hangszerre
- 1977: 2 szonáta Hommage a O. Messiaen (Deux sonates à Olivier Messiaen)- hegedűre és zongorára